# Pallas (gigant)
Pallas gr. Πάλλας Pállas, łac. Pallas) – w mitologii greckiej jeden z gigantów.
Uchodził za syna Uranosa i Gai. Brał udział w gigantomachii.